# Hauptstraße 46 (Heidelberg)

Volksbank Kurpfalz H + G Bank

Das Bankhaus Hauptstraße 46 ist ein denkmalgeschütztes Gebäude in Heidelberg.
1866 kaufte ein Stoffhändler das Haus einem Maurermeister ab, der wohl der Bauherr des Hauses war. 1925 wurde das Gebäude von Franz Sales Kuhn für die Handels- und Gewerbebank umgebaut, wobei das Innere stark verändert wurde. Die Fassade wurde im Jahr 2008 saniert. Das Gebäude ist heute Hauptsitz der Volksbank Kurpfalz.
Das dreigeschossige Haus mit Walmdach befindet sich in der westlichen Hälfte der Hauptstraße, der wichtigsten Straße in der Heidelberger Altstadt, an der Ecke Akademiestraße. Der an der Frührenaissance orientierte Bau hat drei Fensterachsen zur Hauptstraße und neun risalitgegliederte Fensterachsen zur Akademiestraße und ist einer der seltenen Vertreter des Rundbogenstils in der Heidelberger Altstadt. Ein Rundbogenfries am Traufgesims schließt die Fassade ab.